# Trochosa niveopilosa
Trochosa niveopilosa är en spindelart som först beskrevs av Cândido Firmino de Mello-Leitão 1938. 
Trochosa niveopilosa ingår i släktet Trochosa och familjen vargspindlar. Inga underarter finns listade i Catalogue of Life.